# 245.ª Brigada Mixta (Ejército Popular de la República)
La 245ª Brigada Mixta fue una de las últimas Brigadas Mixtas creadas por el Ejército Popular para la defensa de la Segunda República Española durante la guerra civil española.

## Historial
La 245.ª Brigada  se organizó, aunque precariamente, a finales de 1938 en la región catalana. Se incorporó a la 77.ª División del XXIV Cuerpo de Ejército, cuya misión consistía en montar un sistema defensivo en torno al río Tordera. La brigada, enlazando con la 242.ª Brigada Mixta, se situó en el curso medio del río hacia el 27 de enero. De aquí se replegó hacia Vich, localidad que intentó defender aunque para el 1 de febrero se había tenido que retirar nuevamente, quedando prácticamente disuelta.